# Oxydia terrosa
Oxydia terrosa là một loài bướm đêm trong họ Geometridae.